# Бунюелос
Бунюелос (ісп. buñuelos (мн.), buñuelo (одн.)); по-іншому ісп. bimuelo, birmuelo, bermuelo, burmuelo, bonuelo, кат. bunyol) — смажене тісто у фритюрі в Південно-Західній Європі, Латинській Америці і деяких частинах Африки і Азії. Це популярний перекус в Аргентині, Белізі, Болівії, Колумбії, Кубі, Еквадорі, Сальвадорі, Греції, Гуамі, Гватемалі, Індії, Італії, Ізраїлі, Мексиці, Нікарагуа, Панамі, Філіппінах, Пуерто-Рико, Іспанії, Туреччині, Уругваї та Венесуелі. Його традиційно готують на Різдво, Рамадан та серед євреїв-сефардів під час Хануки. У мексиканській кухні його часто подають із сиропом, приготованим з пілонсільо (нерафінований цільний цукор з тростини). Бунюелос зазвичай мають начинку чи подаються з поливкою.
Бунюелос вперше відомі серед морисків (мусульманське населення Іспанії XV–XVII століття, що пізніше прийняло християнство). Складаються з простого дріжджового тіста на основі пшениці, часто ароматизованого анісом. Тісто тонко розкачують, нарізають або формують окремими шматочками, які потім обсмажують. Бунюелос може бути наповнений начинкою, солодкою або солоною. Вони можуть бути круглими, або у формі диска чи кільця. У Латинській Америці бунюелос вважають символом удачі.

## Історія

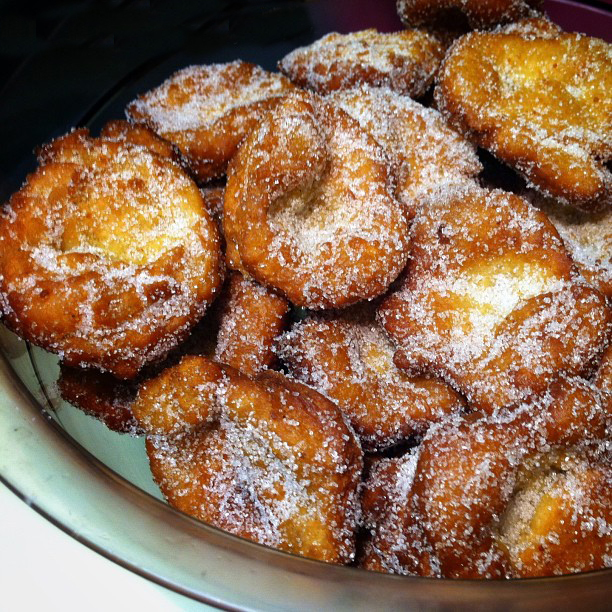
Brunyols de l'empordà (Каталонія).

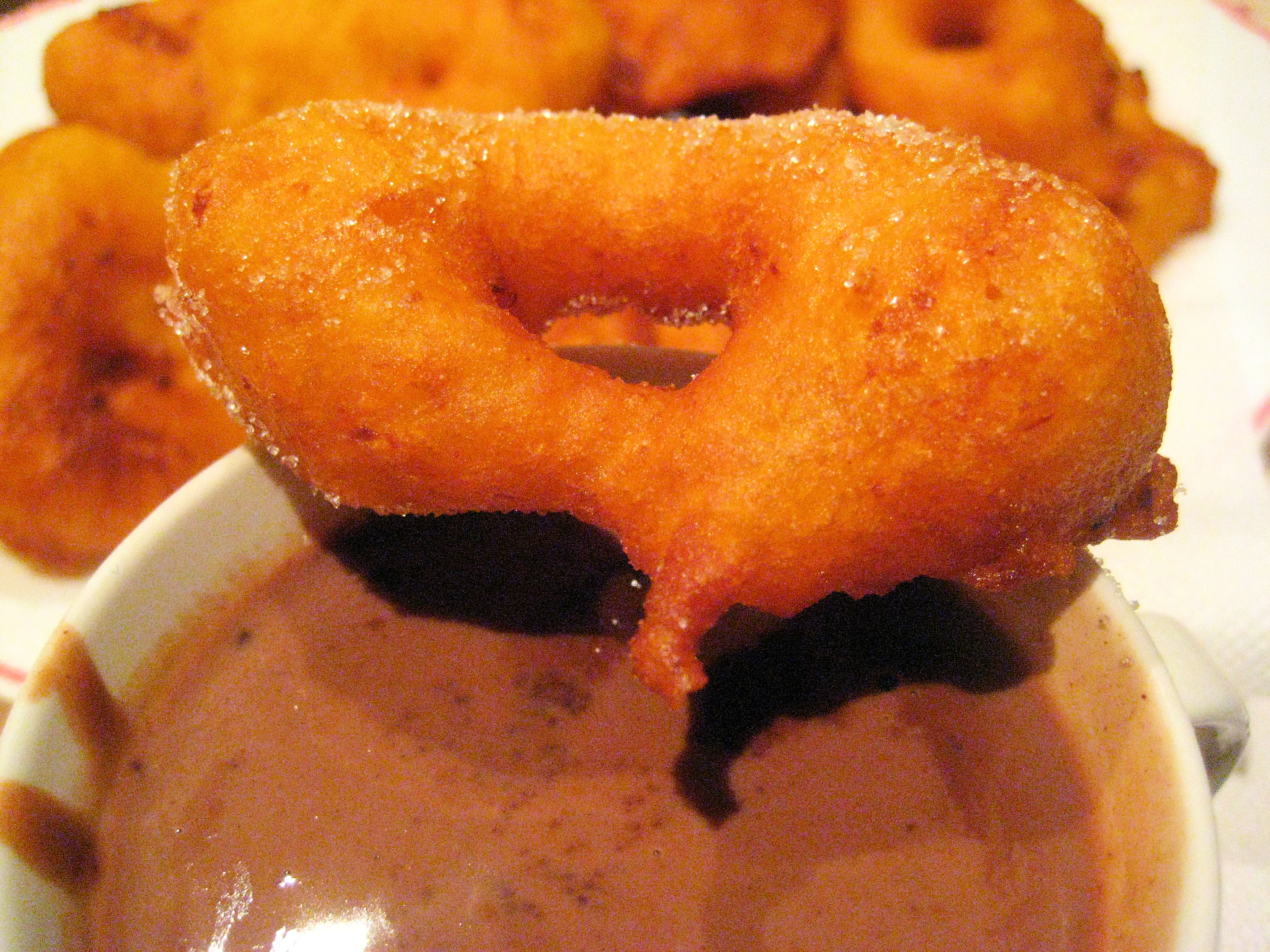
Бунюелос з шоколадом (Валенсія).

Оладки відомі в середземноморській кухні з книги De Agri Cultura Катона Старшого написаної у II столітті до нашої ери, яка містила рецепт під назвою «балон». У цьому рецепті борошняні та сирні кульки смажились і подавались з пастою з меду та маку.
Першими після римського суспільства, хто споживали бунюелос, були маври. Люди скромних фінансових можливостей, що виконували роботу низького рівня і проживали на півдні Піренейського півострову, вони додатково працювали як вуличниі торговці, що продавали бунюелос. Типовим десертом Севільї та Гранади були бунюелос покриті медом. Після витиснення маврів з Піренейського півострову, ця страва була перейнята ромами і збережена до сьогодні.  
Рецепт з Каліфорнії XIX століття, під назвою ісп. pasta de freir («тісто для смаження»), готувався зі збитих яєчних білків, до яких додавали борошно, воду, цукор, олію та воду з апельсинового цвіту. Це тісто використовувалося як кляр для смаження яблук або інших видів фруктів. Варіант рецепту пд назвою ісп. suspiros de monjas («зітхання черниць») включає масло та яєчні жовтки. Бунюелос з Вальпараїсо (ісп. buñuelos de Valparaiso) прикрашають волоськими горіхами та сиропом ароматизованим хересом або мараскіно.

## Регіональні варіанти

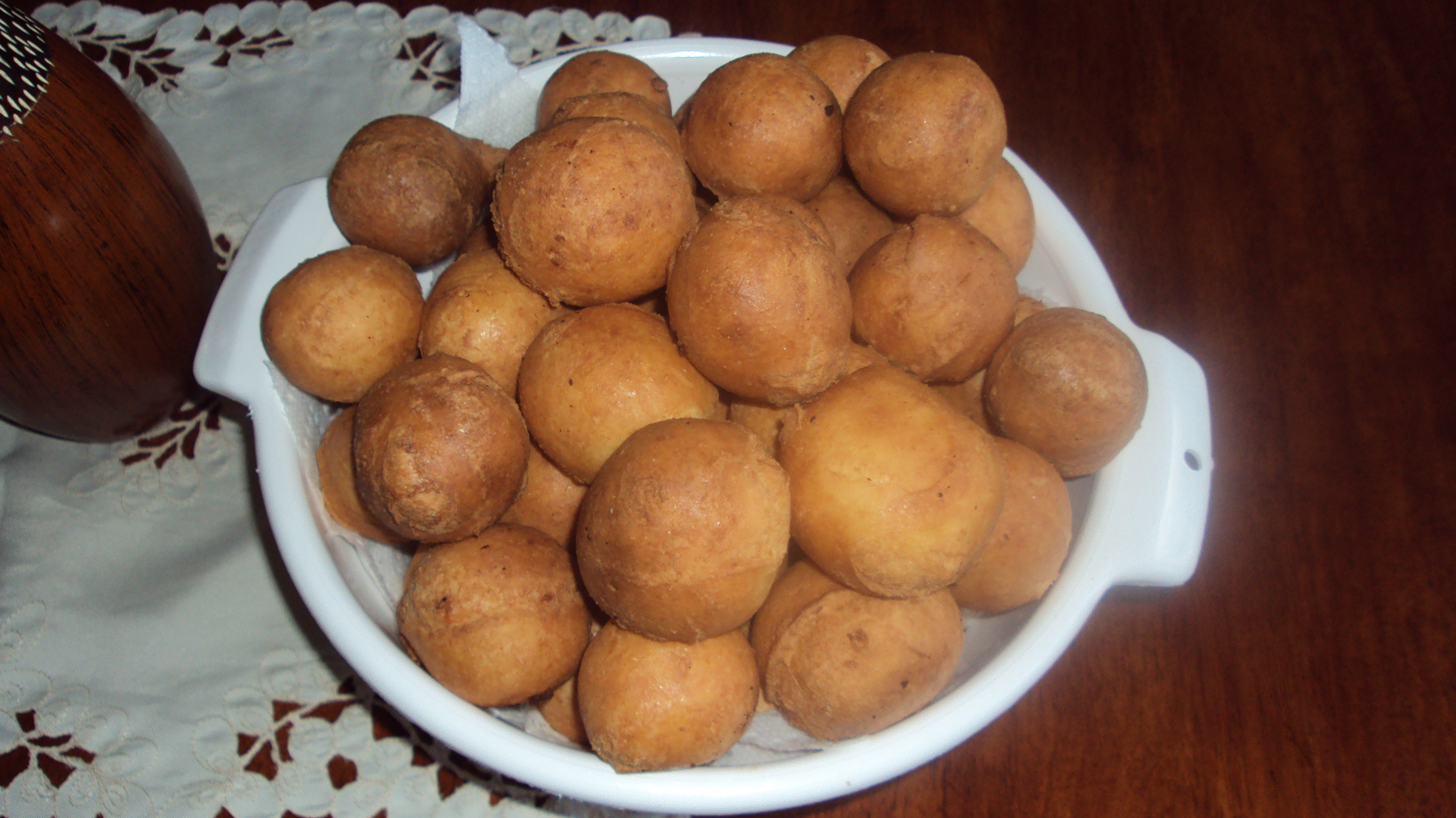
Домашні бунюелос (Колумбія).

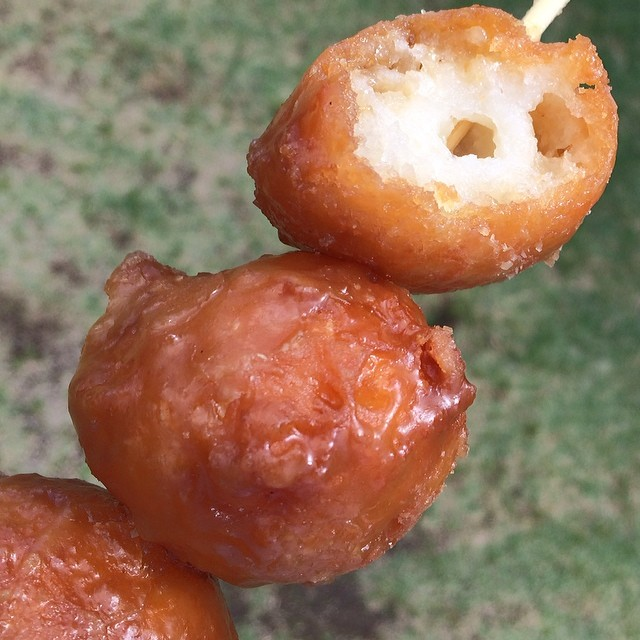
Каскарон приготований з клейкого рису (Філіппіни).

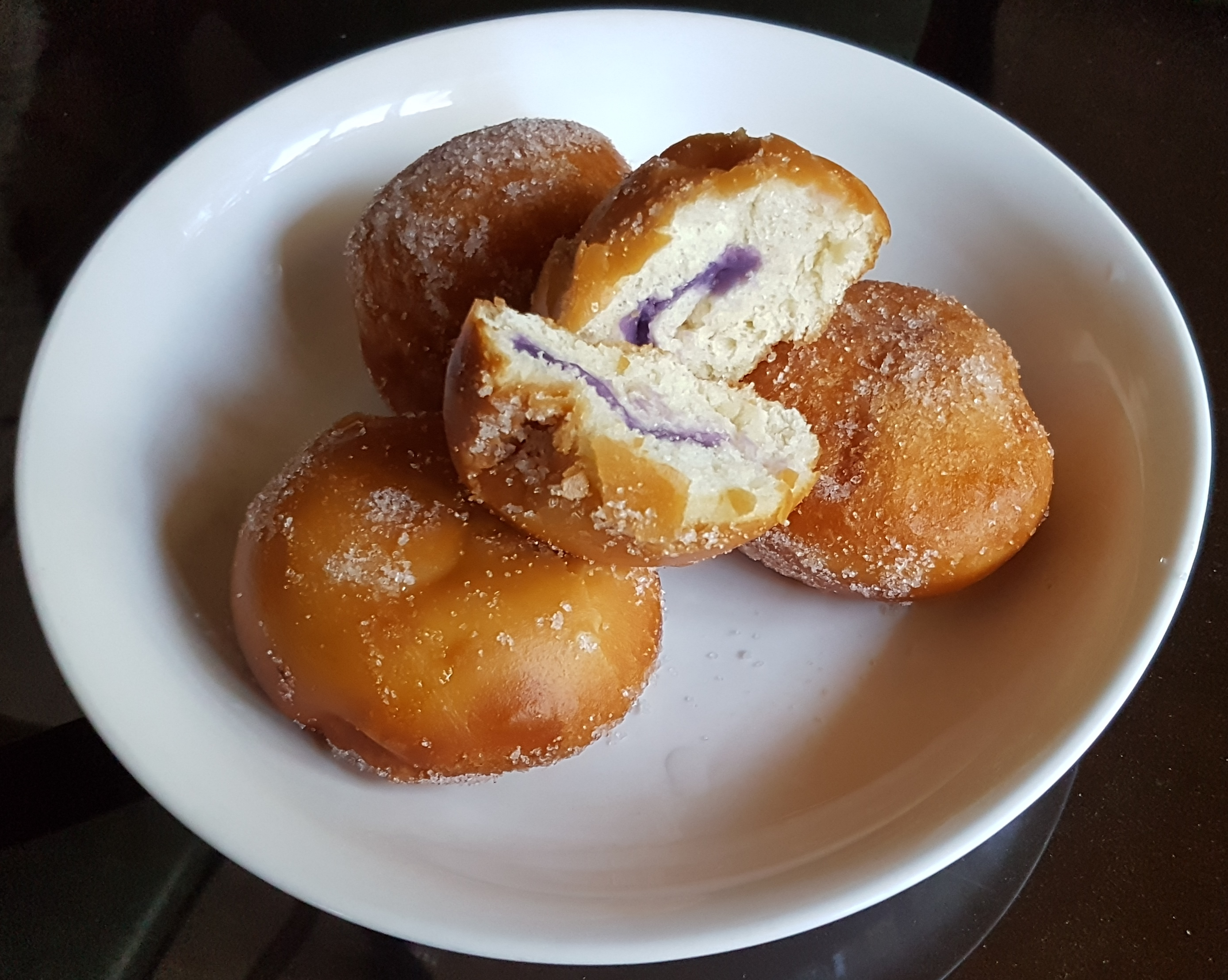
Бунюелос з начинкою з (Філіппіни).

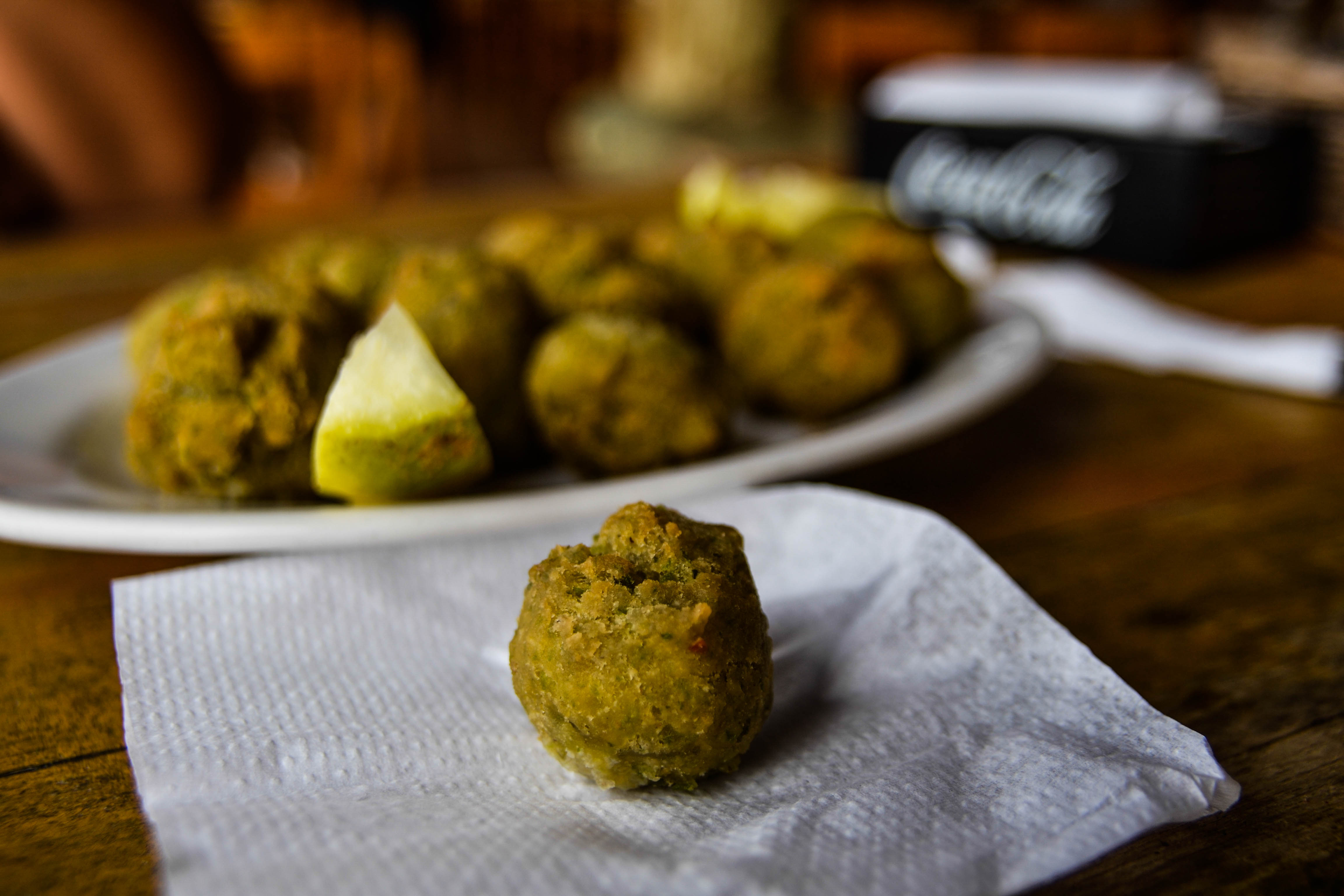
Бунюелос з морськими водоростями (Уругвай).

### Іспанія
В Іспанії бунюелос — це десерт та закуска, характерні для багатьох громад, особливо, під час регіональних свят. Кожен регіон містить свої інгредієнти та свої традиції.  
У Каталонії їх споживають переважно під час Великого посту. Зазвичай їх їдять як перекус або з кавою після обіду. Найвідомішими є ісп. buñuelo de viento та кат. brunyols de l'empordà.
У Валенсії найбільше бунюелос споживають під час ісп. Fallas de Valencia (традиційне свято, присвячене вшануванню святого Йосипа у Валенсії), де готують бунюелос з гарбузом.
На Балеарських островах існують різні оладки для різних пір року та святкувань, і, залежно від випадку, вони можуть містити картоплю, солодку картоплю, сир Мао (ісп. queso de Mahón), сушений інжир тощо.
У Мадриді та Андалусії їх споживають під час фестивалю до Дня усіх святих. Згідно з традицією, жінки готували їх у дома і продавали, або давали сусідам.  

### Колумбія
У Колумбії їх виготовляють з м'яким білим сиром (подібним до зерненого сиру) і формують у кульки, які потім смажать до золотисто-коричневого кольору. Це традиційна різдвяна страва, яку подають разом з натільяс та манхар-бланко.

### Куба
На Кубі бунюелос скручують у форму вісімки і покривають анісовою карамеллю. Тісто містить маніоку і овоч, відомий іспанською як malanga.

### Домініканська Республіка
У Домініканській Республіці бунюелос формують у кульки з тіста з маніоки та яєць. Потім їх покривають цукровим сиропом з корицею, часто замість води використовують кокосове молоко.

### Нікарагуа
У Нікарагуа бунюелос готують з маніоки, яєць та білого тертого сиру. Бунюелос формують у кульки та смажать у фритюрі. Їх подають разом із сиропом ароматизованим корицею та гвоздикою. Їдять їх цілий рік, хоча вони і є типовим закускою під час свят.

### Філіппіни
На Філіппінах бунюелос (або також bunwelos, bunuelos, binowilos) може мати форму кульки, млинця, циліндра або кільця. Їх зазвичай їдять разом з tsokolate, місцевим напоєм з гарячого шоколаду. Існують також місцеві варіації буньюелос, наприклад каскарон (cascaron, або також bitsu-bitsu), який готують з меленого клейкого рису (galapong), а не зі звичайного борошна. Інший варіант — bunwelos na saging, який готується з додаванням пюре з бананів.

### Пуерто-Рико
У Пуерто-Рико бунюелос маленькі і круглі. Тісто часто роблять з молоком, розпушувачем, яйцями та борошном. Можуть додавати маніок, натерту кукурудзу, кукурудзяну борошно, картоплю, солодку картоплю, таро, ямс, рисове борошно, нутове борошно та солодкі плантани. На сніданок їх часто наповнюють сиром та шинкою. Під час різдвяних свят їх подається в сиропі з цукру та спецій, або меду та спецій, або лимону, цукру та імбиру або гуявового сиропу.

### Мексика
У Мексиці бунюелос готують з дріжджового тіста з додаванням анісу, яке смажать у фритюрі, потім їх поливають сиропом з коричневого цукру, кориці та гуяви. Бунюелос зазвичай подають у Мексиці та інших країнах Латинської Америки з цукровою пудрою, корицею та сиропом з пілонсільо.

### Перу
У Перу бунюелос за формою нагадують пікарони (ісп. picarón), тобто мають форму кільця, однак до їх тіста не додають ямс та гарбуз на відміну від пікаронів. Готуються з дріжджевого тіста ароматизованого анісом. Поширена вулична їжа в Арекіпа.

### Уругвай
В Уругваї солодкі бунюелос готують з яблуками та бананами та покривають цукром. Солоні бунюелос готують зі шпинату, коров’ячого жиру та морських водоростей. Бунюелос з морських водоростей вважається делікатесом у департаменті Роча.

### Італія
В Італії бунюелос зазвичай подають з вершками. Вони популярні під час карнавалів, зокрема на північному сході країни.

### Решта світу
Бунюелос також існують в Туреччині, Індії. Євреї в Туреччині споживають їх під час Пасхи.

## У популярній культурі
Бунюелос були представлені у другому сезоні серіалу «Вулична їжа» (ісп. Street Food) від Netflix.